# Paenga-Haus

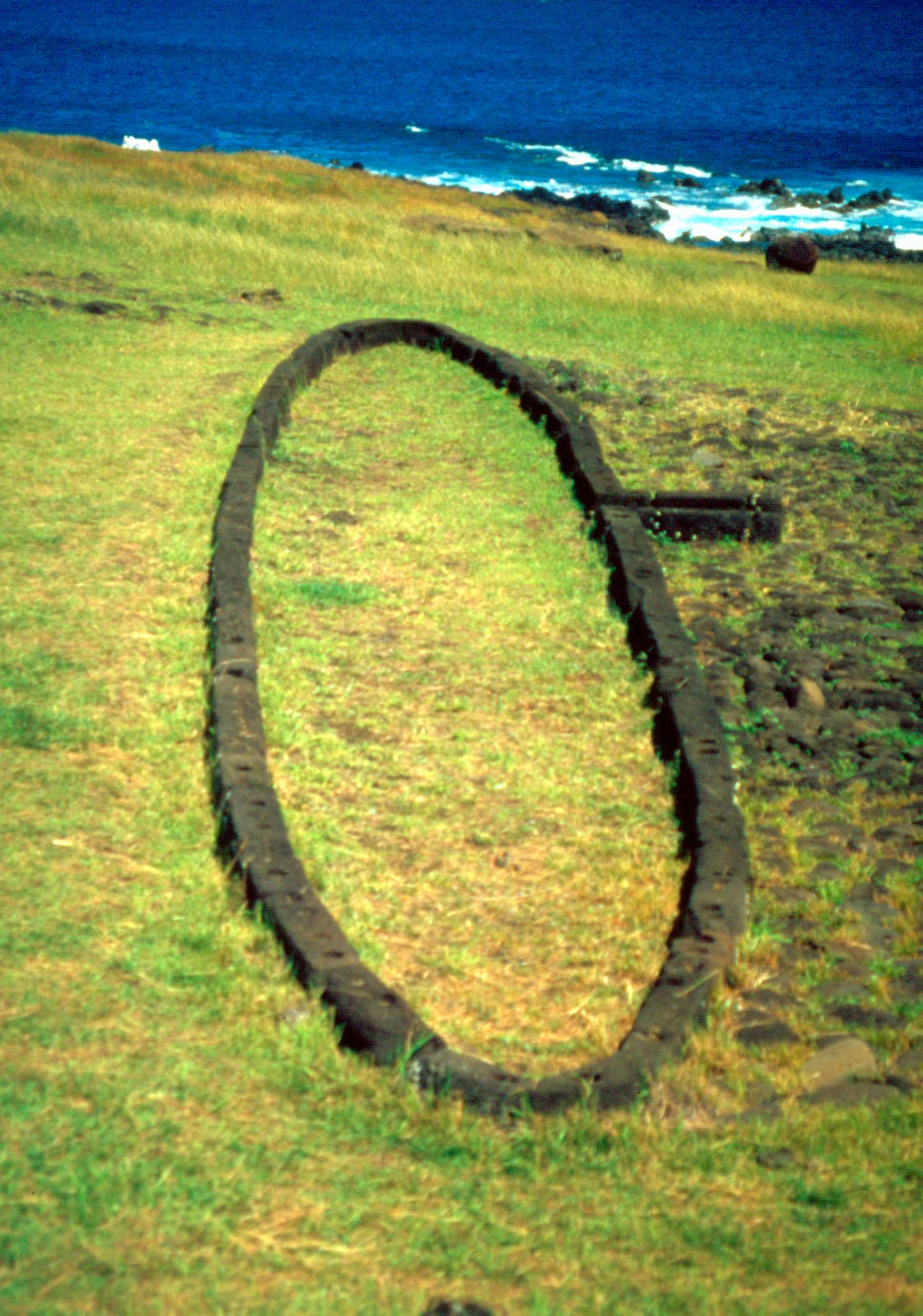
Fundamentsteine eines Paenga-Hauses

Das Paenga-Haus (Rapanui: Hare paenga) ist ein Haus der klassischen Osterinsel-Kultur, das der religiösen und politischen Elite vorbehalten war und dessen Form an einen umgedrehten Bootskörper erinnert.

## Siedlungsstruktur der Osterinsel
Die typische Siedlung der Osterinsel in klassischer Zeit – etwa von 1000 bis 1650 n. Chr. – lag nahe der Küste, um Zugriff zu der wichtigen Nahrungsquelle Meer zu haben. Sie umfasste Wohnhäuser, Erdöfen (Umu), umhegte Gärten (Manavai) und Hühnerhäuser (Hare moa). Zum Dorf gehörte auch eine Zeremonialplattform (Ahu) als religiöses und machtpolitisches Zentrum. Am nächsten zur Küste und prestigeträchtig unweit der Zeremonialplattform, gruppierten sich die Paenga-Häuser, die den Familien des Adels und der Priesterschaft vorbehalten waren. Bei größeren und bedeutenden Siedlungen gab es zudem ein großes Versammlungshaus (Hare nui), das in der Bauweise den Paenga-Häusern vergleichbar war. Manche Versammlungshäuser hatten nach zeitgenössischen Berichten eine Länge von über 100 Metern. Weiter zum Inselinnern schlossen sich, inmitten weiterer Gärten und Felder, die schlichter gebauten, meist rechteckigen, aber auch runden oder ovalen Hütten der einfachen Stammesmitglieder an. In unmittelbarer Nachbarschaft lagen die aus Stein errichteten Hühnerhäuser (Hare moa). Hühner waren ein wertvolles Gut, sodass dadurch eine ständige Überwachung gewährleistet war.:91

## Bauweise
Das Wort paenga hat in der Sprache der Osterinsel eine Doppelbedeutung, es bezeichnet sowohl den geschnittenen bzw. bearbeiteten Stein, bedeutet aber auch Großfamilie oder Familienverband. Hare Paenga heißt also sowohl Haus für die Großfamilie, das bezieht sich auf die Nutzung, als auch Haus aus Stein, das bezieht sich auf das beim Bau verwendete Material.
Grundlage des Paenga Hauses waren sorgfältig bearbeitete Fundamentsteine aus hartem Basalt, etwa in Größe und Gestalt unserer heutigen Bordsteine, die in Form einer langgestreckten Ellipse ausgelegt und 30 bis 100 cm in den Boden eingegraben wurden. Die Oberseite jedes Steines wies zwei oder mehr Bohrungen auf, in die dünne Äste, wahrscheinlich aus Toromiro-Holz, gesteckt wurden. Die Holzstangen zog man als Rahmenwerk kuppelförmig zusammen und band sie an eine lange Firststange, sodass ein länglichrundes, korbförmiges Gebilde entstand.
Die Eindeckung war dreischichtig. Auf den Holzrahmen schnürte man als innerste Schicht geflochtene Matten aus Totora-Schilf. Darauf kam eine Lage aus Zuckerrohrblättern (Toa oder Rau toa) und als äußerste Schicht dienten Grasbündel (Mauku), die an den Querstreben befestigt wurden. Möglich ist auch, aber heute nicht mehr nachvollziehbar, dass man ursprünglich Palmwedel einer Honigpalmenart (der Gattung Jubaea), schuppenartig übereinandergelegt zur Dacheindeckung verwendete. Als die Palmwälder durch Raubbau bereits vernichtet waren, musste man nach alternativen Pflanzenmaterialien suchen.
Das Gebäude besaß als Eingang nur einen niedrigen Tunnel, nicht breiter und höher als einen Meter, sodass das Haus nur kriechend betreten werden konnte. An jeder Seite des Eingangstunnels steckte eine kleine Holz- oder Steinfigur als Schutz gegen bösartige Geister (Aku Aku).
Der halbkreisförmige Vorplatz war mit Rollkieseln (Poro) gepflastert und diente als Aufenthaltsort für die Bewohner und für die alltäglichen Verrichtungen, wie zum Beispiel Nahrungszubereitung und handwerkliche Tätigkeiten. Unmittelbar daneben lag der Erdofen (Umu), eine quadratische, fünf- oder sechseckige, mit Basaltsteinen ausgekleidete Erdgrube.
Der Innenraum des Hauses war nicht unterteilt und wies, wie Roggeveen berichtet, keinerlei Mobiliar auf, lediglich einige hölzerne Haken, die von der Decke hingen und Kalebassen für die Aufbewahrung von Wasser. Carl Friedrich Behrens, nach eigener Behauptung Kommandeur der Seesoldaten Roggeveens, erwähnt auch geflochtene Schlafmatten und rot-weiß gefärbte Decken aus Tapa-Rindenbaststoff.
Hare-Paenga waren durchschnittlich zwischen 10 und 15 Metern lang und etwa 1,5 bis 2 m breit. Es gab aber auch vereinzelt größere Häuser zu Wohnzwecken (bis 40 m Länge). Versammlungshäuser waren noch größer.:51

## Frühe europäische Berichte und Beschreibungen
Vom europäischen Entdeckern des 18. Jahrhunderts liegen Reiseberichte vor, die noch intakte und genutzte Paenga-Häuser beschreiben:

### Georg Forster
„. . . waren nicht mehr als zehn bis zwölf Hütten zu sehen. Eine der stattlichsten war auf einem kleinen Hügel gebaut, und die Neugier trieb uns hin, aber es war eine elende Wohnung. Wer hinein oder hinaus wollte, musste auf allen vieren kriechen. Das Innere war leer und kahl, und man fand nicht einmal ein Bund Stroh darin. Unser Begleiter erzählte uns, daß sie die Nacht in diesen Hütten zubrächten, allein das muß ein elender Aufenthalt sein, zumal sie wegen der wenigen Hütten einer über dem anderen liegen müssen.“

### Jean-François de La Pérouse
„. . . da ich mir beinahe mit Gewißheit zu behaupten getraue, daß sich die sämtlichen Einwohner eines Dorfes, oder Districtes, der Wohnungen gemeinschaftlich zu bedienen pflegten. Ich maß einige dieser Wohnungen, die nicht weit von dem Orte, wo wir Posto gefasst hatten, befindlich war. Sie war 310 Fuß lang, 10 Fuß breit, und in der Mitte 10 Fuß hoch. Ihrer Form nach glich sie einer umgekehrten Pirogue. Sie hatte nicht mehr als zwei Thüren, diese waren nur zwei Fuß hoch, so dass man auf Händen und Füßen hineinkriechen mußte, und das ganze konnte mehr als zweihundert Personen fassen. Dem Oberhaupte dieses Volkes konnte sie keineswegs zum Aufenthalte angewiesen sein, denn es befanden sich keine Geräthschaften darin; auch würde ihm ein solcher Umfang zu nichts gedient haben; sondern sie macht vielmehr, nebst noch zwei oder drei anderen Hütten, welche nicht weit davon liegen, ein ganzes Dorf aus. ... Andere [Wohnungen] hingegen sind aus Binsen verfertigt, welches zum Beweis dienet, dass es im Innern dieser Insel sumpfige Gegenden giebt. Diese Binsen sind auf eine sehr künstliche Art in einander verflochten, so dass kein Regen durchdringen kann. Das Gebäude selbst ruhet auf einer Grundlage von zugehauenen Steinen, zwischen denen man in abgemessenen Distanzen hie und da Löcher angebracht und Stangen hineingesteckt hat, die an dem oberen Theile bogenförmig gekrümmt sind, und auf diese Art das Sparrenwerk formiren. Die zwischen diesen Stangen befindlichen leeren Stellen, sind mit Matten ausgefüllt, die man aus Binsen zu flechten pflegt.“

### James Cook
„Ihre Häuser sind niedrig, lang und schmal und haben in vielem das Erscheinungsbild eines großen umgekippten Bootes, dessen Kiel gerundet und verbogen ist; das längste von ihnen, welches ich sah, maß 60 Fuß in der Länge, 8 oder 9 in der Höhe im Mittelteil und 3 oder 4 an jedem Ende, ihre Breite indes war nahezu überall gleich; die Tür befand sich inmitten der einen Seite, gebaut gleich einer Veranda, so niedrig und eng, daß es gerade einem einzigen Mann möglich war, auf allen Vieren hindurchzukriechen. Die Wände bestehen aus kleinen Zweigen und die Deckung der Dächer aus Zuckerrohr und Feigenblättern, und reicht von den Grundfesten bis zum Dach, so daß sie kein Licht haben, außer jenem, welches der kleine Eingang gestattet.“

Da die ersten europäischen Entdecker sich jeweils nur wenige Stunden auf der Osterinsel aufhielten, sind die Berichte lückenhaft und eurozentrisch geprägt. Sie sind aber insoweit interessant, als sie Tatsachen enthalten, die durch archäologische Befunde heute nicht mehr zu sichern sind, wie zum Beispiel: die vergänglichen Materialien zur Dacheindeckung, die Nutzung als Generationenhäuser für die Großfamilie oder das Fehlen jeglicher Inneneinrichtung.

## Nutzung
Paenga-Häuser waren sehr aufwendig gebaut und daher der Machtelite des Stammes, den Familien der Häuptlinge und Priester, vorbehalten. Genutzt wurden sie von der gesamten Großfamilie gemeinsam. Wie bereits die frühen Berichte andeuten, dienten die Häuser nur zum Schlafen und nicht zum ständigen Aufenthalt. Gekocht wurde für die gesamte Familie in dem nahebei gelegenen Erdofen, die Mahlzeiten auf dem gepflasterten Vorplatz eingenommen. Auf dieser Terrasse spielte sich ansonsten auch das gesamte Familienleben ab.
Jede Siedlung umfasste nur wenige Paenga-Häuser, die bisherigen Ausgrabungen deuten selbst bei großen Dörfern auf maximal ein halbes Dutzend hin. Die gewöhnlichen Stammesangehörigen wohnten in einfach gebauten und wesentlich kleineren Hütten, die, mitten in den Anbauflächen versteckt, deutlich weiter von der Küste und der Zeremonialplattform entfernt lagen. Insoweit ist es verständlich, dass die Europäer sie bei ihren Kurzbesuchen nicht wahrnahmen bzw. weitgehend nicht für erwähnenswert fanden.

## Hausweihe
Es ist einleuchtend, dass die Errichtung eines Hauses von solcher Bedeutung auch besonderer Riten bedurfte. Einen Hinweis darauf gibt der Bericht von Katherine Routledge:

„Ngaara [der letzte Häuptling des Miru-Clans, gestorben in peruanischer Sklaverei Mitte 19. Jahrhundert] assistierte selbst bei der Einweihung eines jeden Hauses von Bedeutung. Die hölzernen Eidechsen wurde zu beiden Seiten des Einganges, dem Vorplatz zugewandt,  in den Boden gesteckt. Der „ariki“ [Häuptling, Stammesführer und künftige Besitzer des Hauses] und ein „ivi-atua“ [Priester von besonders hohem Rang], der wie ein „tatane“ [Geist, Gespenst] mit ihm ging, waren die ersten, die in dem Haus ihre [wahrscheinlich rituelle] Mahlzeit einnahmen. Nur die Hauser mit Steinfundamenten wurden auf diese Weise beehrt. Der Ariki wurde an einem bestimmten Monat im Jahr von allen Leuten [den Clan-Mitgliedern] besucht, die ihm die Pua-Pflanze [eine zu den Ingwergewächsen gehörende, heute auf der Osterinsel sehr seltene Pflanze] am Ende eines Stockes ins Haus reichten und sich dann rückwärts entfernten.“

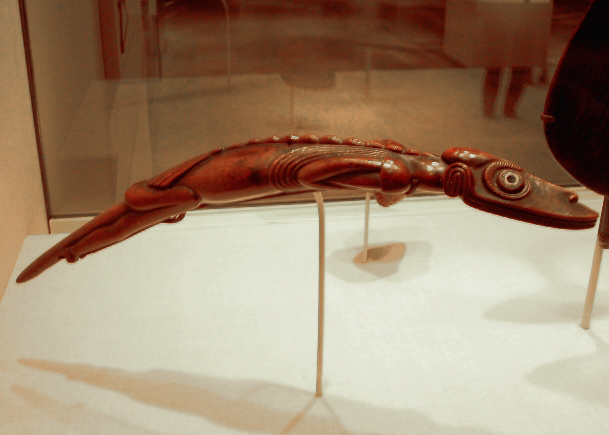
Moko, Ablepharus boutonii, als geschnitzte anthropomorphe Figur

Die in dem Bericht genannten hölzernen Eidechsen sind anthropomorphe Figuren, eine Kombination von Mensch und Eidechse. Die aus Holz geschnitzten Statuetten, wie das gleichnamige Tier moko genannt, haben den Kopf und den Körper der auf der Osterinsel häufigen Echse Ablepharus boutonii (syn.: Cryptoblepharus boutonii, Cryptoblepharus ater) aus der Gattung der Natternaugen-Skinke. Gleichzeitig besitzen sie aber auch menschliche Attribute wie Rückgrat, Rippen, Arme und Hände. Häufig ist auf dem Körper eine Vulva eingekerbt, auf anderen Exemplaren ein beschnittener Penis. Der Echsenschwanz ist unnatürlich verlängert und läuft in einer Spitze aus, was die Beschreibung Routledges, die Figur habe im Boden gesteckt, bestätigt.
Nach dem Bericht von Thomson vergrub man geweihte Steine unter dem Türeingang, die das Haus und die Bewohner vor Unheil schützen sollten.

## Legende
Der Sage nach waren die Paenga-Häuser keine ureigene Erfindung der Osterinsel-Kultur, sondern wurden, wie viele andere nützliche Errungenschaften (Rongorongo-Schrift, Tapa-Rindenbaststoff, Moai u. a.), von Hotu Matua, dem mythischen Gründervater, von der Insel Hiva auf die Osterinsel gebracht. Unter Hotu Matuas Gefolgsleuten befand sich ein Mann namens Nuku Kehu, der legendäre erste Baumeister der Osterinsel.